# Impatiens briartii
Impatiens briartii là một loài thực vật có hoa trong họ Bóng nước. Loài này được De Wild. & T.Durand mô tả khoa học đầu tiên năm 1899.